# Lucas Cranach den äldre
Lucas Cranach den äldre, född 1472 i Kronach, furstbiskopsdömet Bamberg, död 16 oktober 1553 i Weimar, var en tysk målare, gravör och bokillustratör, uppkallad efter sin födelseort. Han var far till Hans Cranach och Lucas Cranach den yngre.

## Biografi
Lucas Cranachs lärotid är höljd i dunkel; fadern hette Hans Maler, namnet syftar på hans yrke, målare. Hans Maler var bildkonstnär och hans son har också visat talang för yrket. Cranach reste runt i de tyska staterna som kringresande målare. År 1505 var han i Wittenberg, och 1508 hade han blivit hovmålare hos kurfurst Fredrik den vise av Sachsen. Denna ställning behöll han under tre på varandra följande kurfurstar i Wittenberg. Cranach adlades, blev borgmästare i staden och var innehavare av en stor verkstad med ateljé, ett apotek och ett tryckeri- och bokförsäljningsföretag. Han blev personlig vän med Martin Luther, och många av hans träsnitt var ämnade att tjäna den protestantiska saken. Han var även gudfar till Martin Luthers barn och porträtterade reformatorn vid flera tillfällen.

## Målningar
Lucas Cranachs söner, Hans och Lucas övertog hans verkstad, och hans verk är därför ofta svåra att identifiera. Den senare signerade även sina verk på samma sätt som fadern – med ett bomärke föreställande en bevingad orm med en ring. Religiösa målningar, särskilt madonnor i landskap, ofta med fåglar och djur i förgrunden, har bevarats och vittnar om samma förkärlek för detaljer som hos Donauskolan. Porträtten, till exempel de föreställande Luther samt hertigen av Sachsen och dennes hustru, är värdefulla tidsdokument. Några hör dessutom till de första porträtten i naturlig storlek. Av hans tidiga verk märks främst Den helige Hieronymus på Kunsthistorisches Museum i Wien och Vila under flykten till Egypten på Gemäldegalerie i Berlin.
Av hans verk i Sverige märks Johannes Döparens födelse (1518), förvarat på Skoklosters slott. Nationalmuseum har flera målningar av Cranach och ytterligare sex som förmodligen är från hans verkstad, av dessa märks främst Det omaka paret (1532). På Rydboholms slott finns ett av hans Lutherporträtt, och några Cranach eller hans skola tillskrivna målningar finns på Östergötlands länsmuseum. På Statens Museum for Kunst i Köpenhamn finns flera målningar, däribland Melankolin (1533), på Nivaagaards Malerisamling finns Madonnan med barnet av Cranach. Han är även representerad vid bland annat Hallwylska museet.

## Övrigt
Asteroiden 8284 Cranach är uppkallad efter honom.

## Kronologiskt bildgalleri
Se även alfabetisk lista över Cranachs målningar.

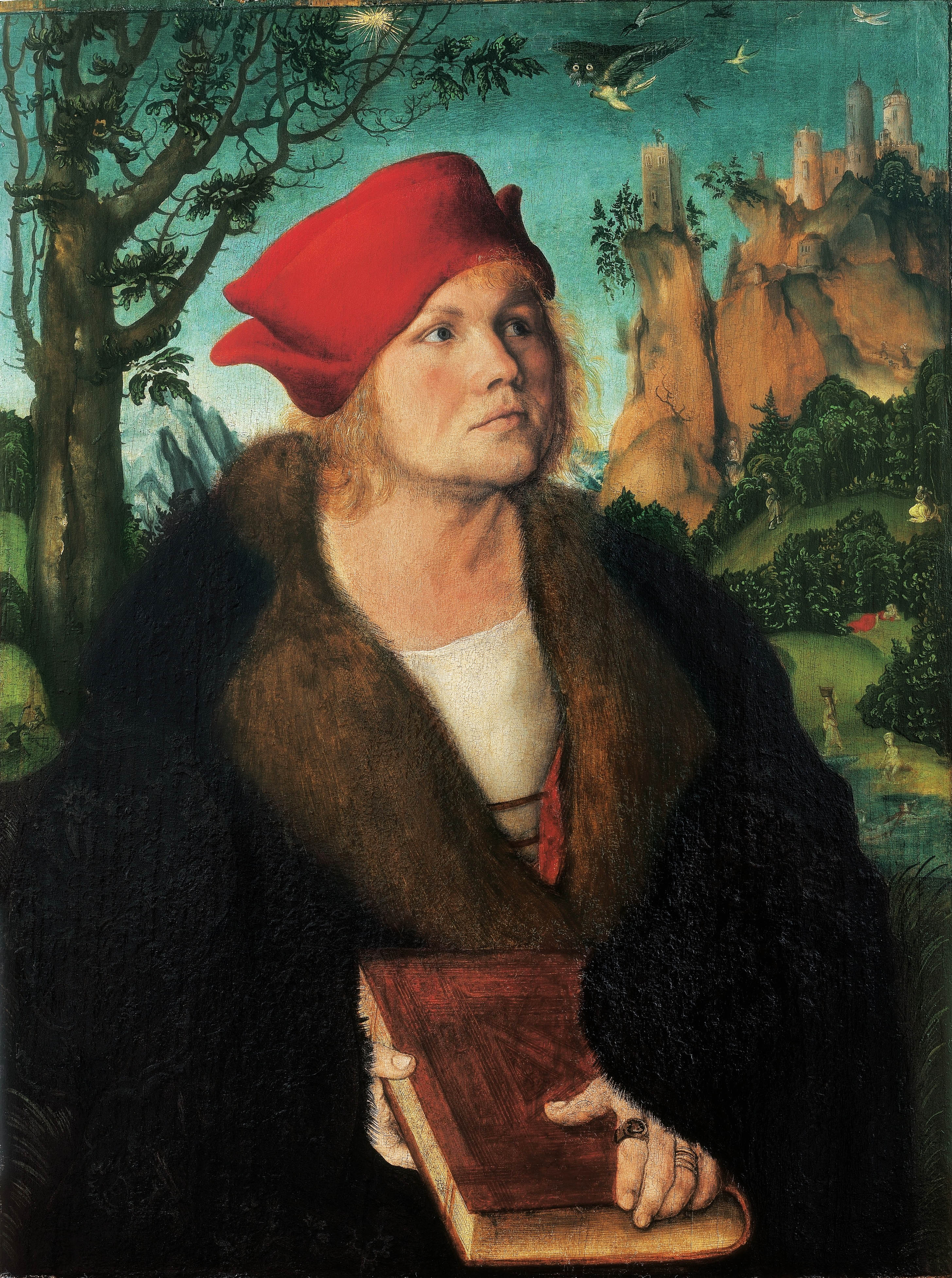
Porträtt av Johannes Cuspinian (1502), Sammlung Oskar Reinhart Am Römerholz.
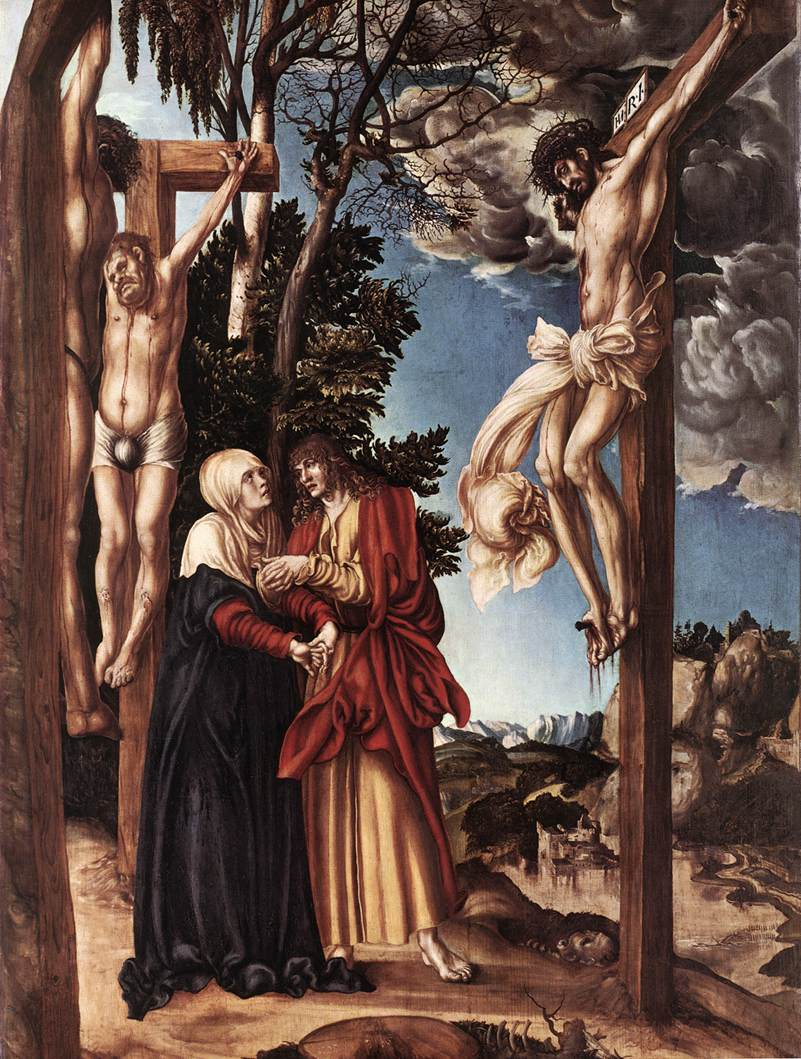
Korsfästelsen (1503), Alte Pinakothek.
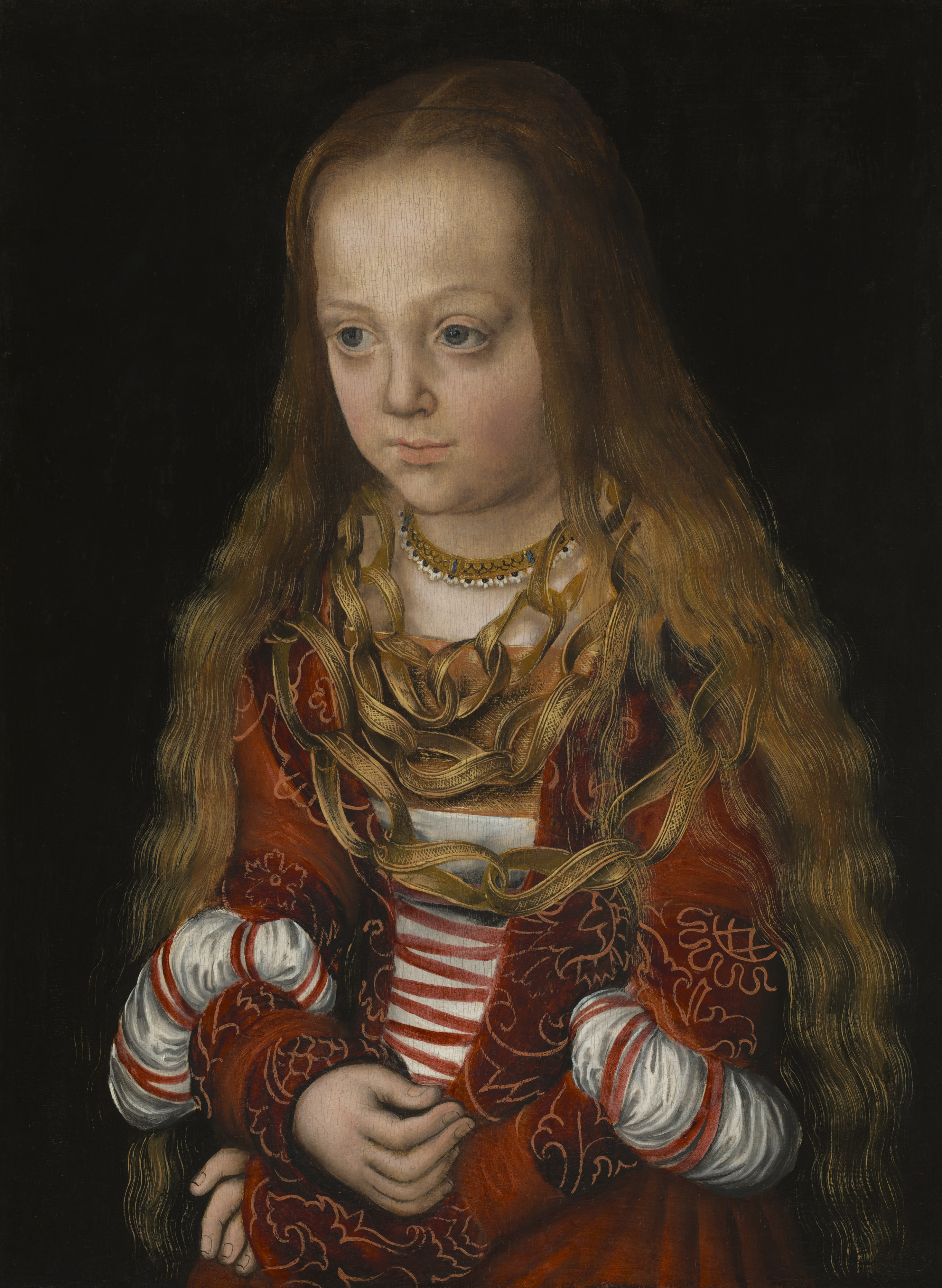
En prinsessa av Sachsen (cirka 1517), National Gallery of Art.
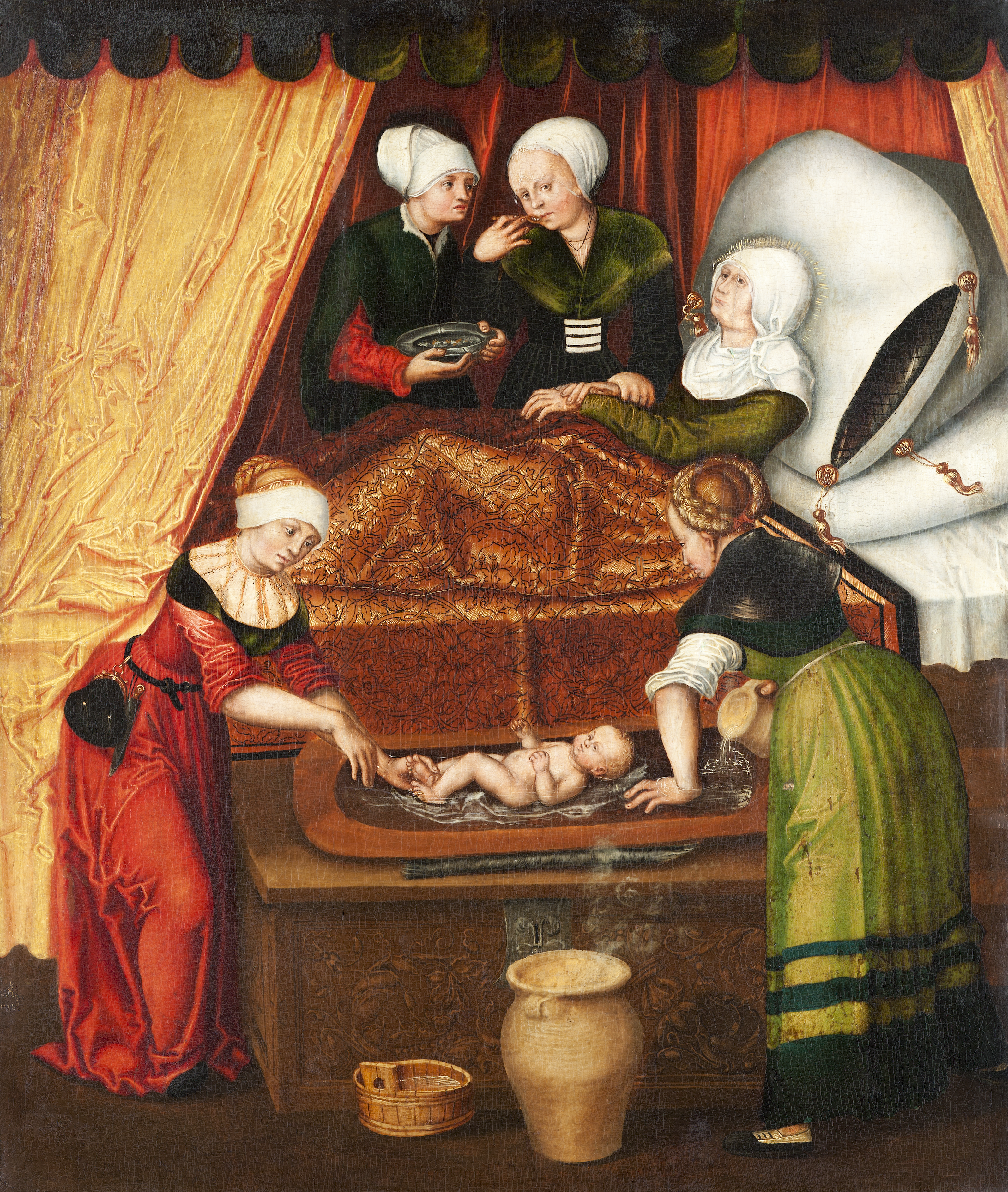
Johannes Döparens födelse (1518), Skoklosters slott.
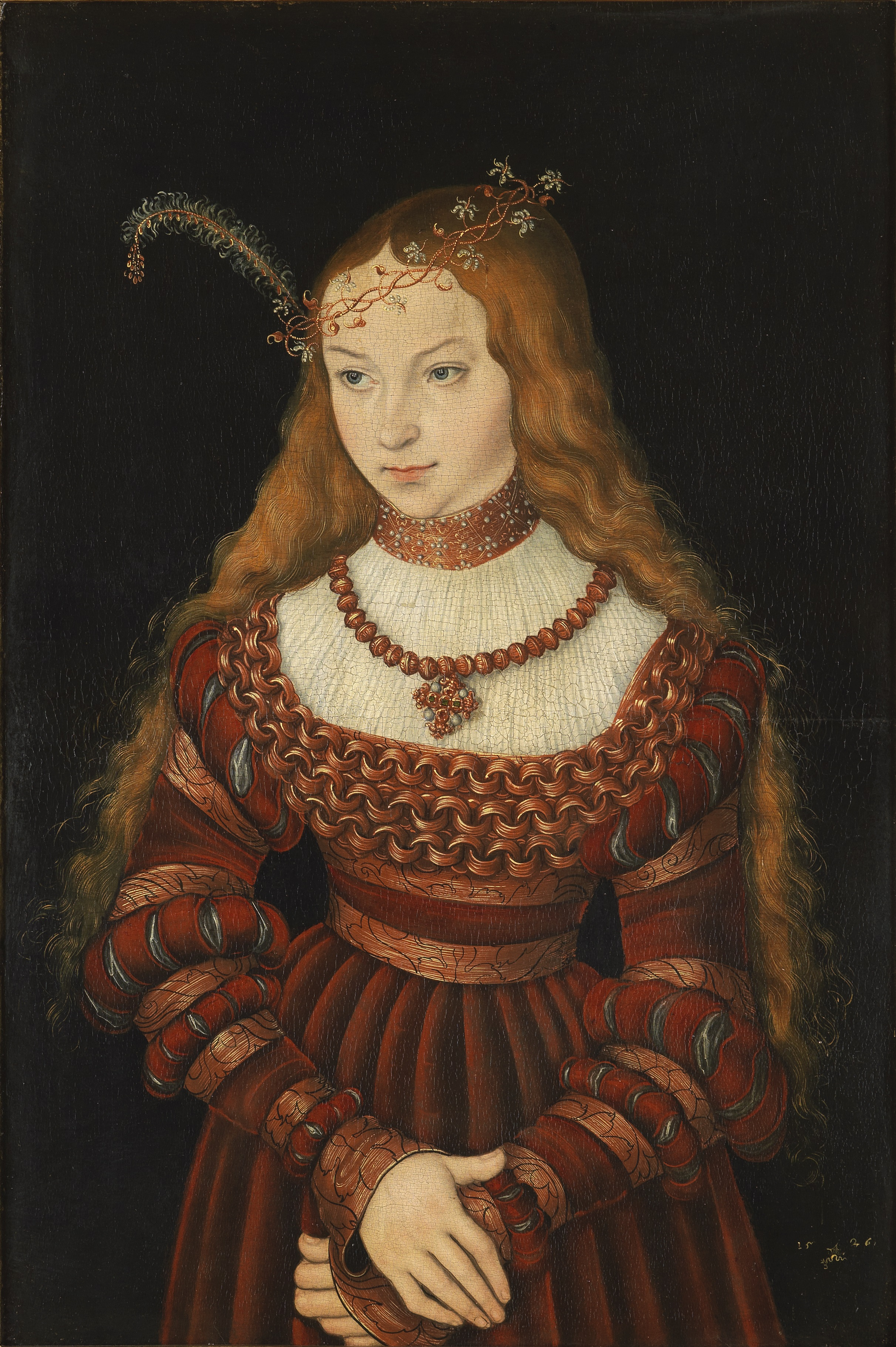
Porträtt av prinsessan Sybille av Cleve (1526), Schloss Weimar.
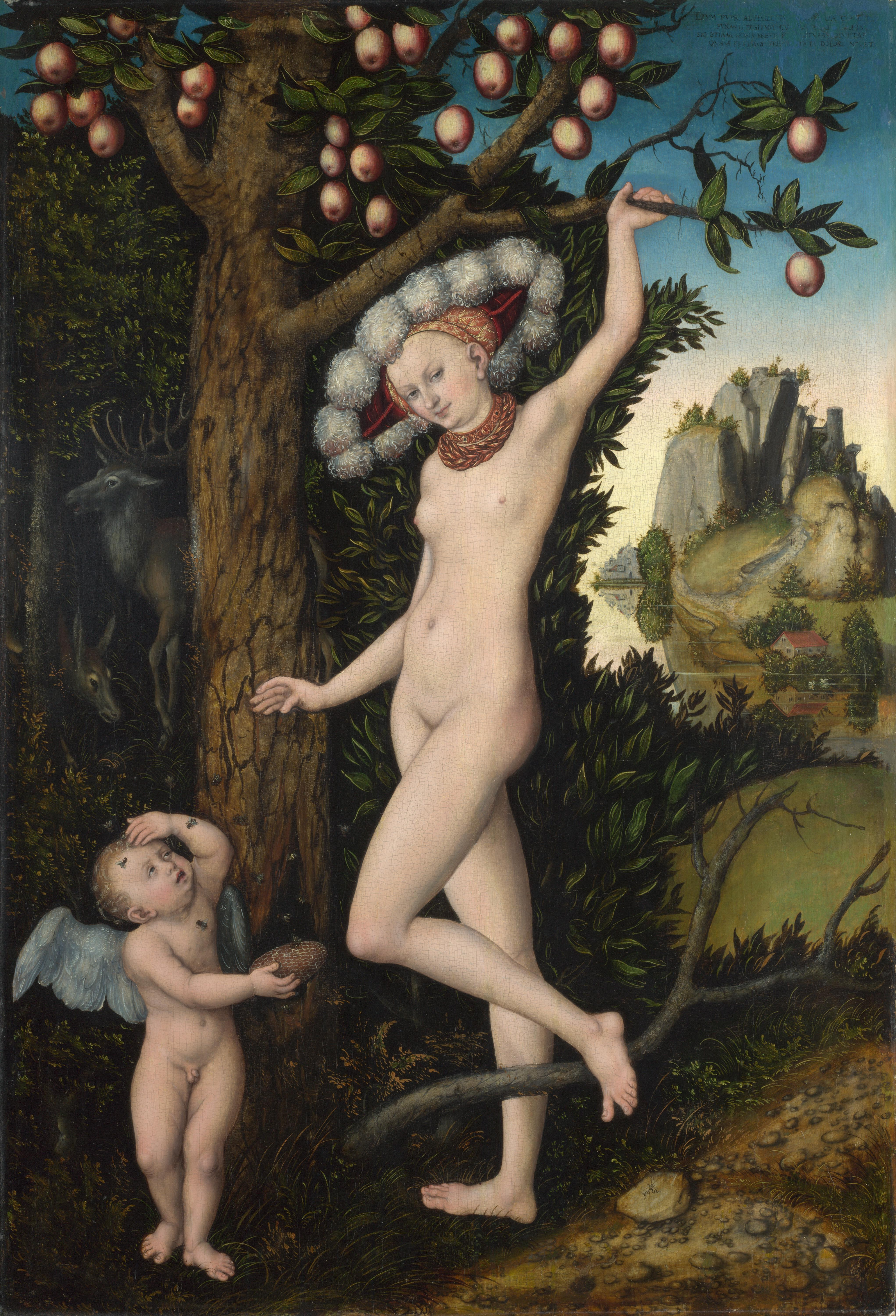
Venus och Amor (1526–1527), National Gallery.
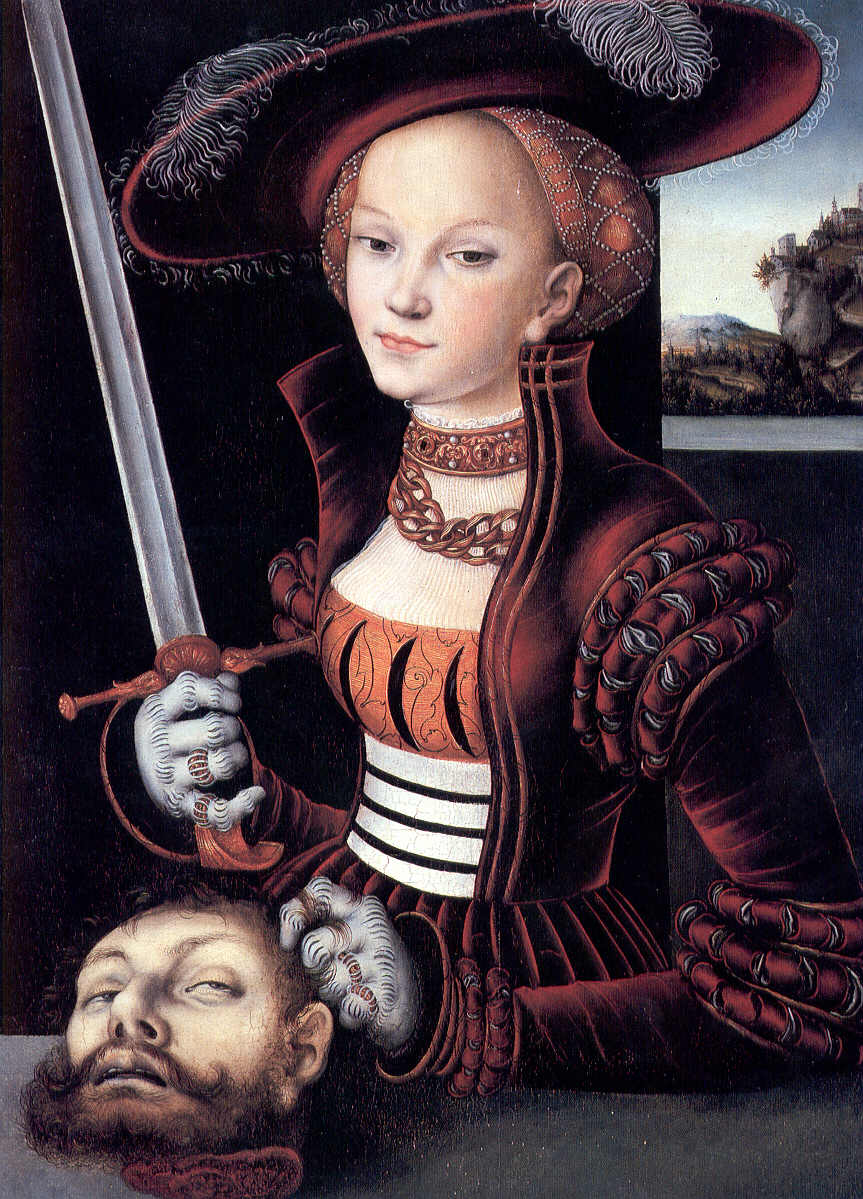
Judit med Holofernes huvud (1530), Jagdschloss Grunewald.
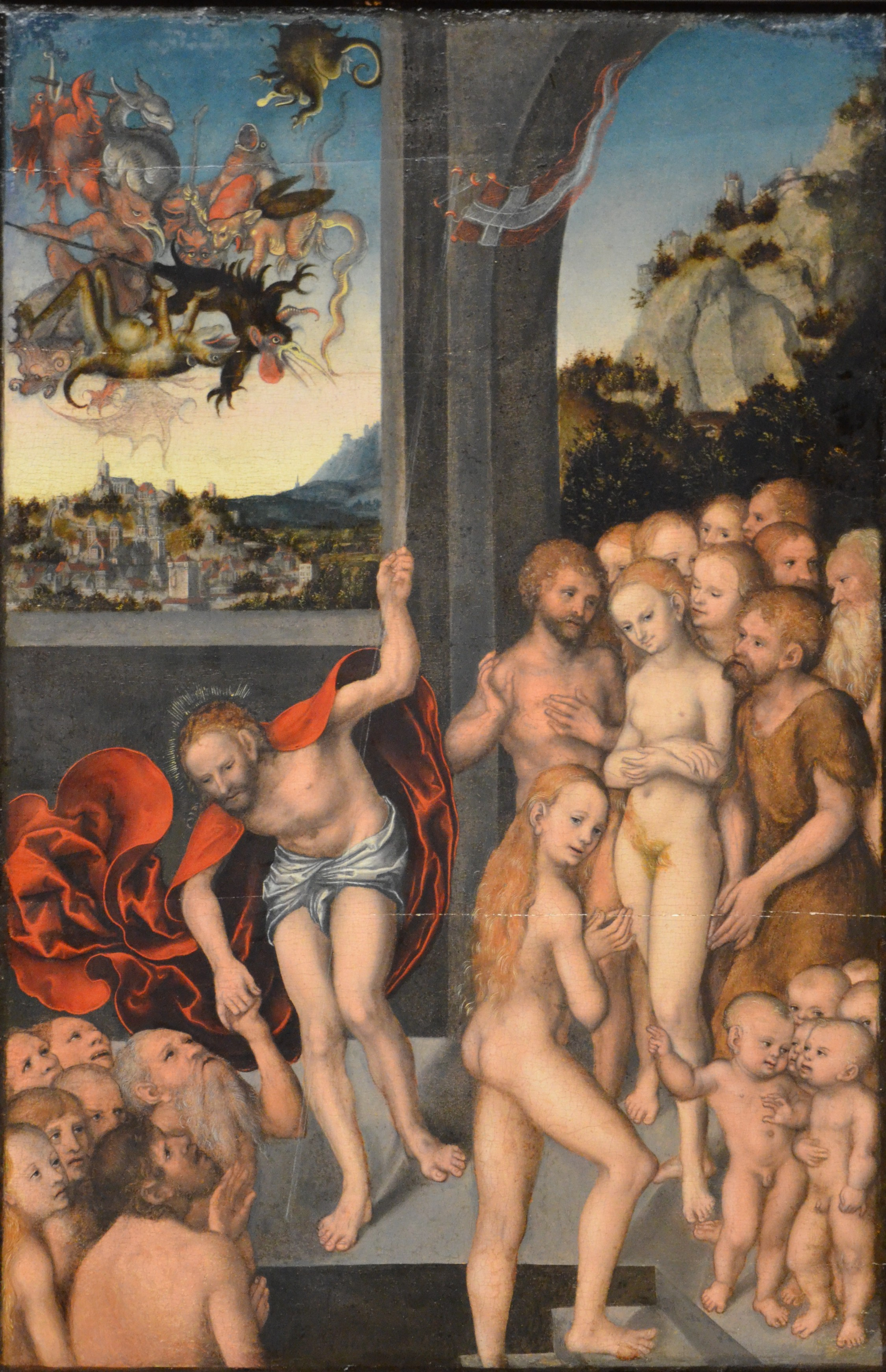
Kristus befriande själarna ur dödsriket (1530), Hallwylska museet.
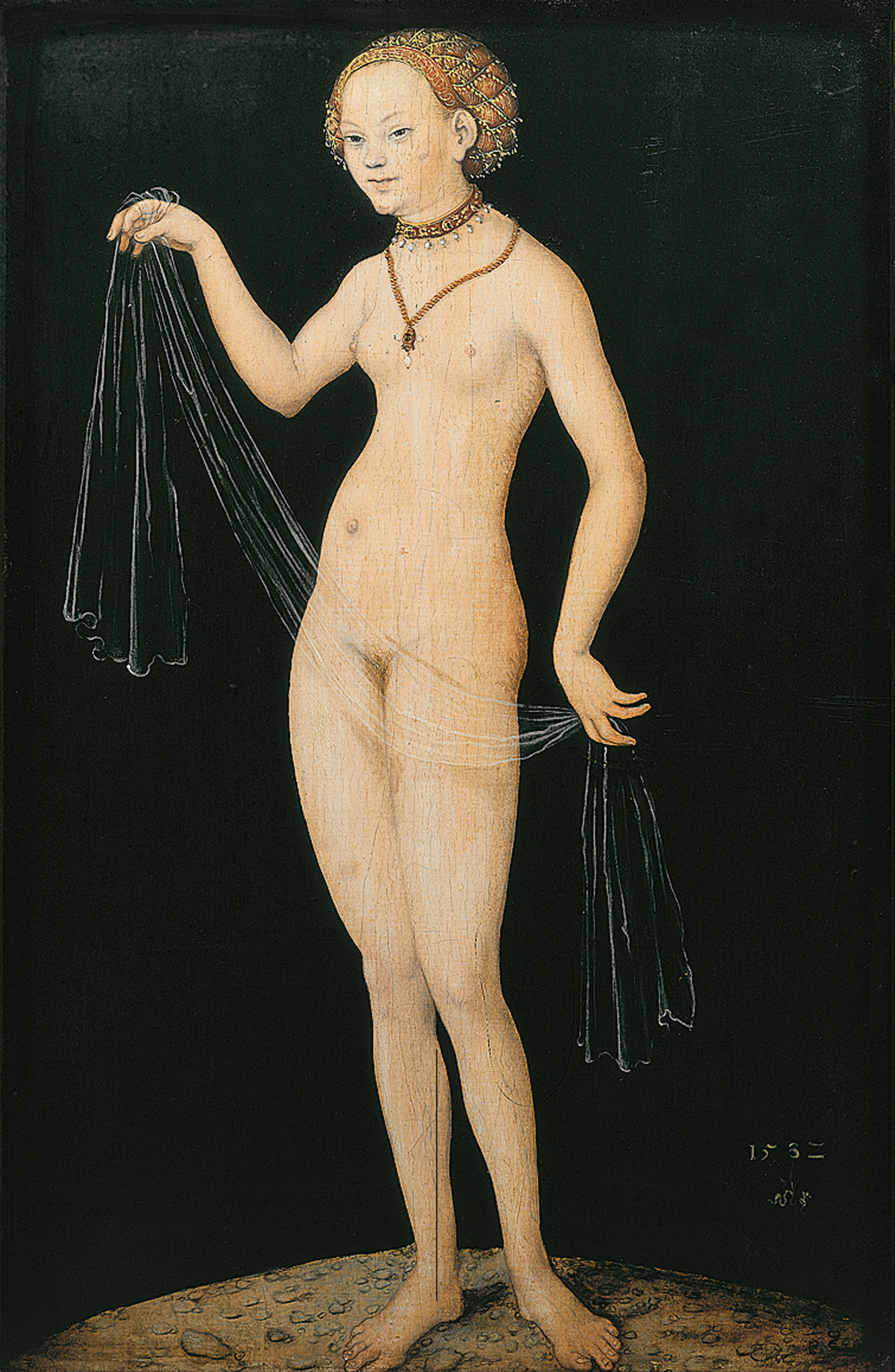
Venus (1532), Städelsches Kunstinstitut.
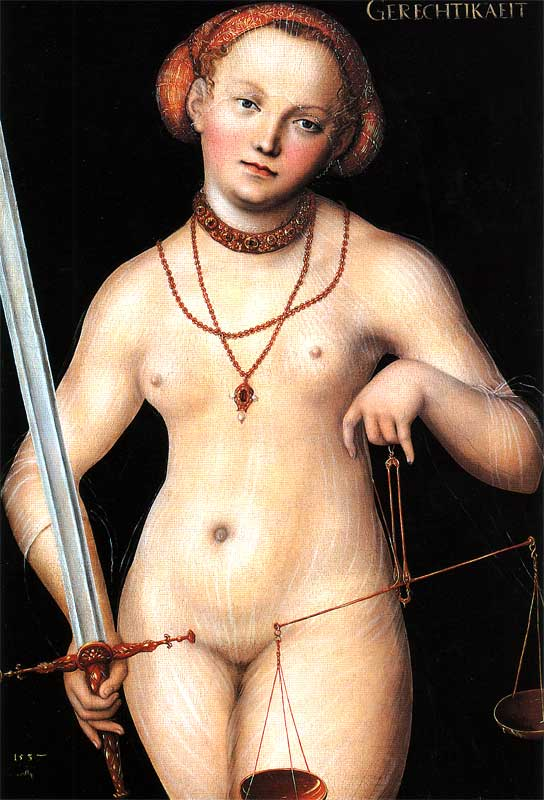
Rättvisan (1537), privat ägo.
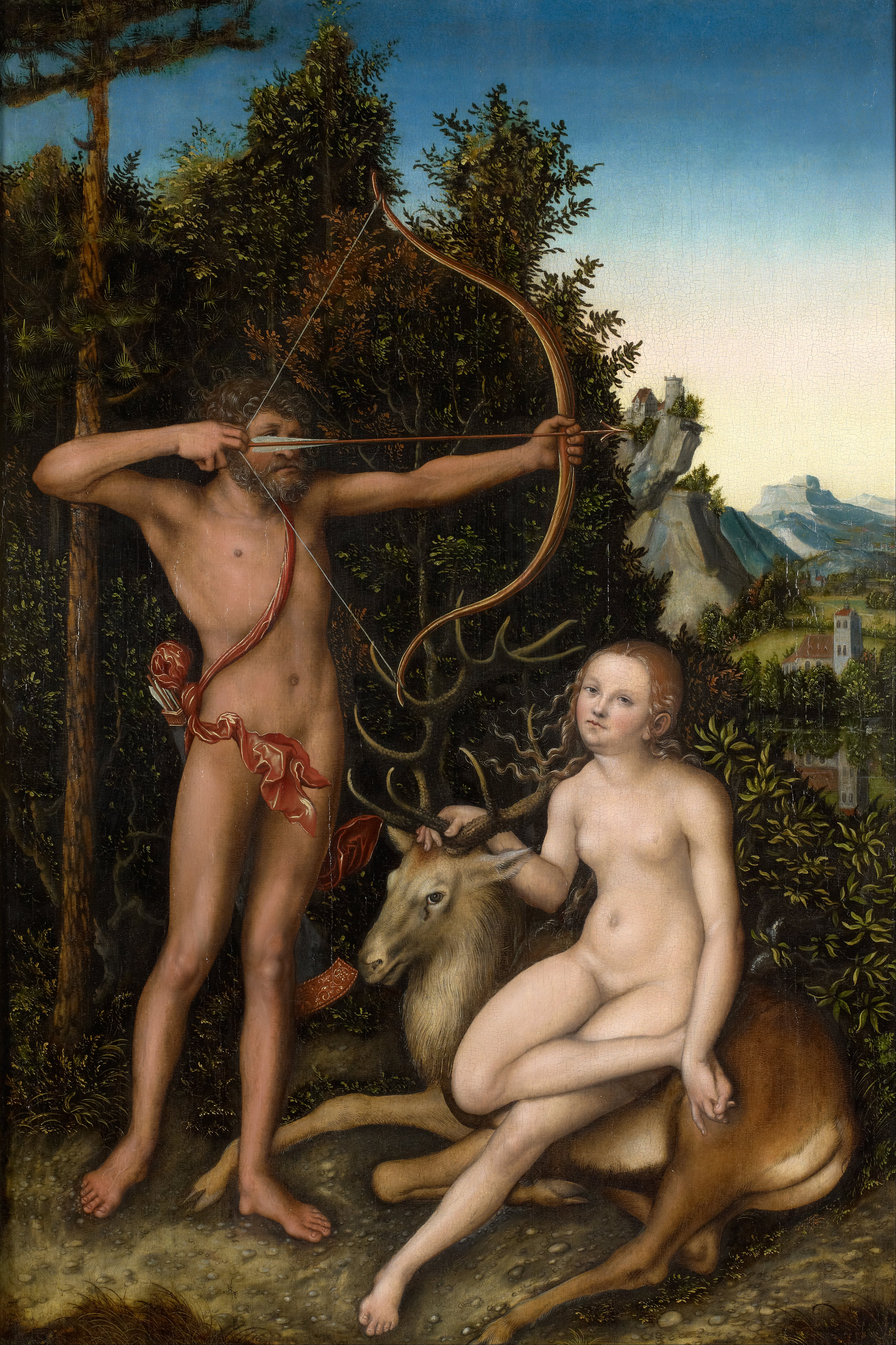
Apollo och Diana (cirka 1526), Windsor Castle / Brittiska kungliga konstsamlingen.
Ungdomens springbrunn (1546), Gemäldegalerie.